# Ордена Саксонии

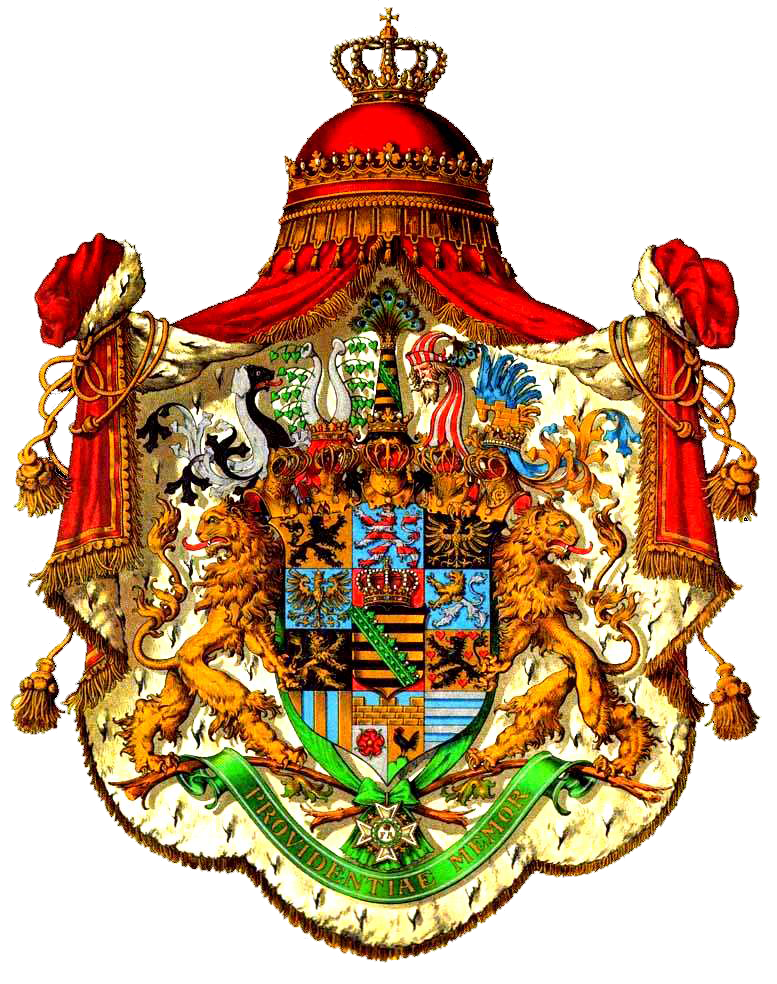

Королевство Саксония — историческое государство на востоке современной Германии, в основном, на территории сегодняшней федеральной земли Саксония. Предшественником королевства было курфюршество с тем же названием. Статус королевства получен в 1806 году. Столицей был город Дрезден. Несмотря на небольшие размеры, Саксония, как и другие германские государства, воспроизводил «в миниатюре» все основные традиции более крупных монархий Европы, включая наличие собственной наградной системы. После падения Германской империи по итогам Первой мировой войны, орденская система Саксонии в её прежнем виде была упразднена.

## Ордена Саксонии
| Знак | Орден                         | Основан         |
| ---- | ----------------------------- | --------------- |
|      | Военный орден Святого Генриха | 7 октября 1736  |
|      | Орден Рутовой короны          | 1807            |
|      | Орден Заслуг                  | 7 июня 1815     |
|      | Орден Альбрехта               | 31 декабря 1850 |
|      | Орден Сидонии                 | 31 декабря 1870 |
|      | Орден Марии Анны              | 15 мая 1906     |

## Ордена младшей ветви Саксонского дома
Исторически правивший в Саксонии дом Веттинов был разделен на две части. Альбертины правили королевством Саксония, в то время как Эрнестины — рядом мелких независимых владений, имевших очень сложные границы с королевством Альбертинов. Эрнестинский дом имел свои государственные награды, самая известная из которых — Орден Саксен-Эрнестинского дома. 
| Знак | Орден                           | Основан         |
| ---- | ------------------------------- | --------------- |
|      | Орден Саксен-Эрнестинского дома | 25 декабря 1833 |

## Другие награды.
Помимо орденов, наградная система Саксонии включала в себя ряд медалей и крестов, вручавшихся по разным поводам, в частности  Медаль Фридриха Августа и Крест военных заслуг.